# Mawenge Mwena
Mawenge Mwena – jaskinia niekrasowa w Zimbabwe, w Parku Narodowym Chimanimani.
Jaskinia jest rozwinięta pionowo w białych kwarcytach prekambryjskich.